# 1215
1215 (MCCXV) fue un año común comenzado en jueves del calendario juliano.

## Acontecimientos
- Juan sin Tierra da la Carta Magna a los nobles, base de las libertades constitucionales de Inglaterra.
- Se convoca el IV concilio del Letrán.
- Pekín es capturada y quemada por los mongoles, iniciando la dinastía Yuan en China.
- Otto IV es destronado como rey de Alemania y sagrado emperador romano. Le sustituyó Federico II Hohenstaufen.

## Nacimientos
- Papa Celestino V (m. 1296).
- Papa Nicolás III, (m. 1280).
- Leonor de Inglaterra (m. 1275).
- Mencía López de Haro, futura reina de Portugal.
- Kublai Khan (m. 1294).